# Brand New Menu+Another Diary
『Brand-New Menu + Another Diary』（ブランド・ニュー・メニュー ＋ アナザー・ダイアリー）は、1998年5月21日に発売されたPSY・Sのミニ・アルバム。

## 解説
PSY・Sが1980年代に発表したオリジナル・アルバム5作品がCD選書シリーズとして廉価再発され、そのうちの1枚として、1985年と1986年にそれぞれ発表した2枚の12インチシングルがCD1枚にまとめられたアルバム。
シングル・ヴァージョンの「BRAND-NEW MENU」「WAKE UP」「ANOTHER DIARY」は、いずれも初CD化である。
「CHASING THE RAINBOW」は1988年発売のCDV「電気とミント」に、2012年発売のボックス・セット『Psyclopedia』にそれぞれ収録されたが、いずれも入手困難となっている。

## 収録曲
1. BRAND-NEW MENU (Single Version)
2. WAKE UP (Single Version)
3. DESERT
4. ANOTHER DIARY (Single Version)
5. CHASING THE RAINBOW
6. PAPER LOVE